# Valdemaro I di Anhalt-Zerbst

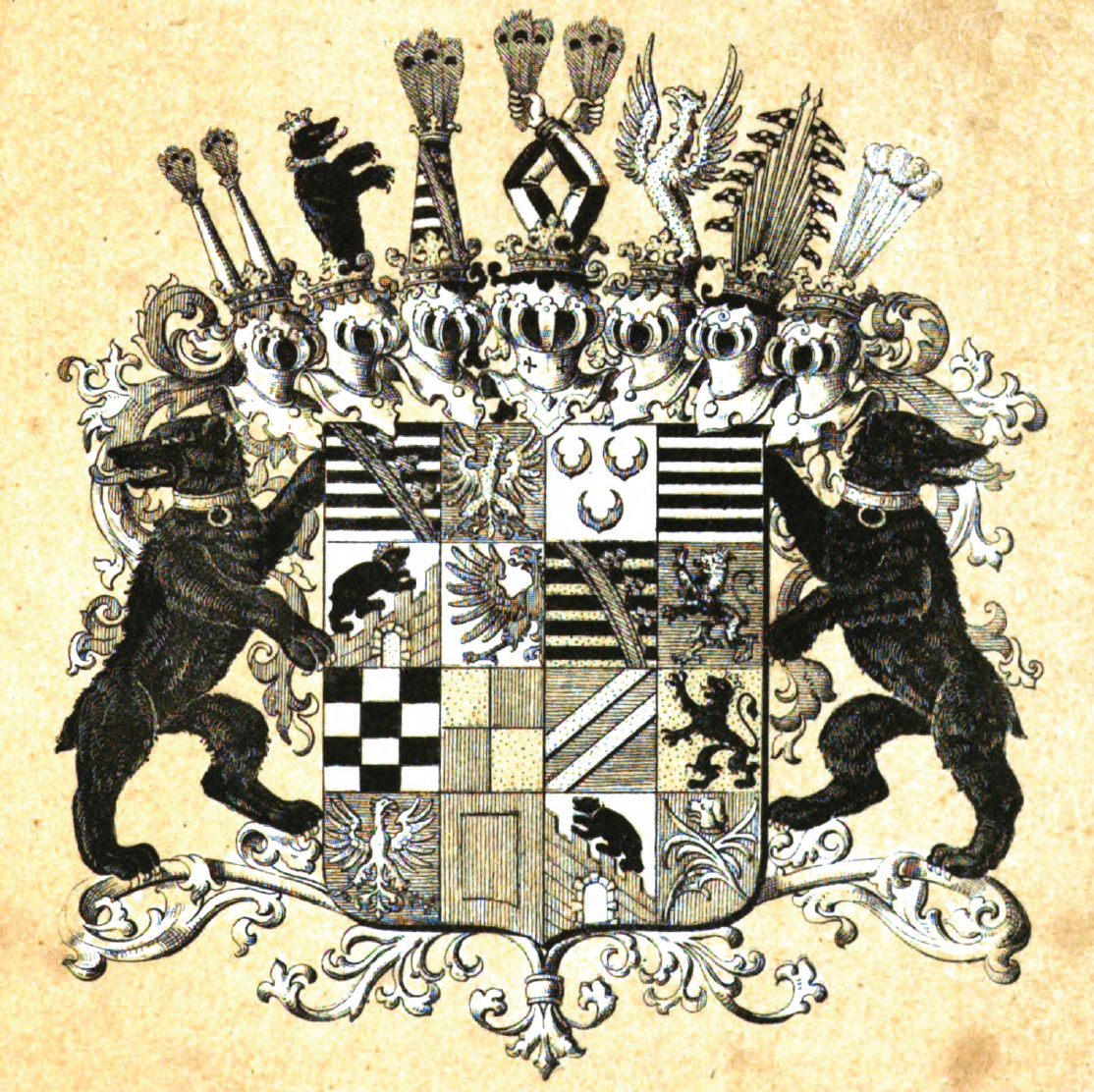
Stemma Anhalt-Zerbst

Valdemaro I di Anhalt-Zerbst (... – 7 gennaio 1368) è stato un nobile tedesco, principe di Anhalt-Zerbst, principe degli Ascanidi e sovrano del principato di Anhalt-Zerbst.

## Biografia
Era il figlio più giovane di Alberto I, principe di Anhalt-Zerbst, e della sua seconda moglie Agnese, figlia di Corrado, margravio di Brandeburgo-Stendal.
Dopo la morte del padre nel 1316, il giovane Valdemaro e suo fratello maggiore Alberto II vennero messi sotto la custodia del loro zio materno Valdemaro di Brandeburgo, margravio di Brandeburgo-Stendal. Quando entrambi i fratelli raggiunsero l'età adulta, governarono il principato di Anhalt-Zerbst congiuntamente. Valdemaro risiedette a Dessau e Alberto in Zerbst o a Köthen.
Nel 1359 il nipote di Valdemaro Alberto III venne eletto co-reggente dal padre Alberto II. Tre anni più tardi (nel 1362), Alberto II morì e Valdemaro divenne co-reggente con Giovanni II.
Sei anni più tardi Valdemaro morì, lasciando il suo unico figlio Valdemaro II come co-reggente con Giovanni II.

## Discendenza
Il 22 giugno 1344 Valdemaro sposò Elisabetta (morta dopo il 30 maggio 1351), figlia di Rodolfo I, elettore di Sassonia e duca di Sassonia-Wittenberg. La nonna paterna Agnese d'Asburgo era figlia di Rodolfo I del Sacro Romano Impero. Gli sposi erano lontani parenti: il bisnonno di Elisabetta Alberto I, duca di Sassonia, era fratello di Enrico I, conte di Anhalt, bis-bisnonno di Valdemaro. Ebbero sei figli:
- Valdemaro II, principe di Anhalt-Zerbst (morto dopo il 24 agosto 1371).
- Beata (morta circa nel 1379), suora a Coswig (1375).
- Sofia (morta dopo il 6 gennaio 1412), suora a Coswig (1375).
- Agnese (morta dopo il 1375), suora a Coswig (1375).
- Giuditta (morta dopo il 1375), suora a Coswig (1375).
- (?) Gertrude (morta nel 1371 circa).

Nel 1365 Valdemaro sposò in seconde nozze Beatrice (morta nel 1387), figlia legittimata di Obizzo III d'Este, signore di Ferrara e Modena e della sua seconda moglie ed ex amante, Lippa Ariosti. Questa unione non ebbe figli.